# Henry Travers
Henry Travers (født 5. marts 1874, død 18. oktober 1965) var en engelsk skuespiller. Han var bedst kendt som englen Clarence i Frank Capras klassiske film Det er herligt at leve.